# Juraj Hrženjak
Juraj Hrženjak (* 10. März 1917 in Bjelovar; † 15. Juni 2020 in Zagreb) war ein jugoslawischer bzw. kroatischer Politiker, Richter, Publizist und Verbandsfunktionär.

## Leben
Juraj Hrženjak arbeitete zunächst bei einer Bank, dann 1940 bis 1941 im Landwirtschaftsministerium der Kroatischen Banschaft. Im Zweiten Weltkrieg schloss er sich den Partisanen an.
Von 1945 bis 1947 war er stellvertretender Kommandeur der Militärverwaltung der Jugoslawischen Volksarmee für Istrien und das slowenische Küstenland, danach von 1947 bis 1951 stellvertretender Minister für die neu befreiten Gebiete und 1955 bis 1958 Direktor des Instituts für gesellschaftliche Selbstverwaltung. Von 1953 bis 1958 war er Abgeordneter im Jugoslawischen Parlament. Er schloss 1956 sein Studium der Rechtswissenschaft an der Universität Zagreb ab.
Von 1967 bis 1975 war er Richter am Verfassungsgericht der SR Kroatien. 1975 bis 1978 war er Direktor der 1974 eröffneten Politischen Schule Josip Broz Tito in Kumrovec.
Juraj Hrženjak war Ehrenvorsitzender der Antifaschistischen Liga der Republik Kroatien (Antifašistička liga Republike Hrvatske), die im März 2015 auf seine Initiative hin gegründet wurde. Im August 2018 trat er der Partei Bandić Milan 365 – Stranka rada i solidarnosti des Zagreber Bürgermeisters Milan Bandić bei.

## Veröffentlichungen
- Istra i slovensko primorje. Borba za slobodu kroz vjekove (Istrien und Slowenisches Küstenland. Kampf für die Freiheit durch die Jahrhunderte), 1952
- Mjesne zajednice u komunalnom sistemu (Lokale Gemeinschaften im Kommunalsystem), 1963
- Društvena struktura naselja u SR Hrvatskoj (Die gesellschaftliche Struktur des Dorfes in der SR Kroatien), 1983
- Lokalna samouprava i uprava u Republici Hrvatskoj (Lokale Selbstverwaltung und Verwaltung in der Republik Kroatien), 1993, 953-170-006-0
  - 2. Aufl. u. d. T. Lokalna i regionalna samouprava u Republici Hrvatskoj (Lokale und regionale Selbstverwaltung in der Republik Kroatien), 2004, ISBN 953-170-112-1
- Anjuta. Sjećanja i dnevnički zapisi iz Drugog svjetskog rata (Anjuta. Erinnerungen und Tagebucheinträge aus dem Zweiten Weltkrieg), 2006, ISBN 953-97528-2-5
- Rušenje antifašističkih spomenika u Hrvatskoj 1990-2000 (Die Zerstörung antifaschistischer Denkmäler in Kroatien 1990–2000), 2002, ISBN 953-98594-0-9
- Stoljeće života. Antifašistički zapisi i kultura sjećanja (Hundertjähriges Leben. Antifaschistische Aufzeichnungen und Erinnerungskultur), 2016, ISBN 978-953-6985-21-0